# Зубцовская
Зубцовская — опустевшая деревня в Вельском районе Архангельской области. Входит в состав Муниципального образования «Усть-Шоношское».

## География
Деревня расположена в южной части Архангельской области, в таёжной зоне, в пределах северной части Русской равнины, в 107 километрах на северо-запад от города Вельска, на правом берегу реки Подюга притока Вели. Ближайшие населённые пункты: на востоке нежилая деревня Дьяковская.
Часовой пояс
Зубцовская, как и вся Архангельская область, находится в часовой зоне МСК (московское время). Смещение применяемого времени относительно UTC составляет +3:00.

## Население
| 2002 | 2010 | 2012 | 2014 |
| ---- | ---- | ---- | ---- |
| 0    | →0   | →0   | →0   |

## История
Указана в «Списке населённых мест по сведениям 1859 года» в составе Вельского уезда(1-го стана) Вологодской губернии под номером «2258» как «Зубцовское(Верхъ)». Насчитывала 18 дворов, 61 жителя мужского пола и 74 женского.